# Эскейп-рум

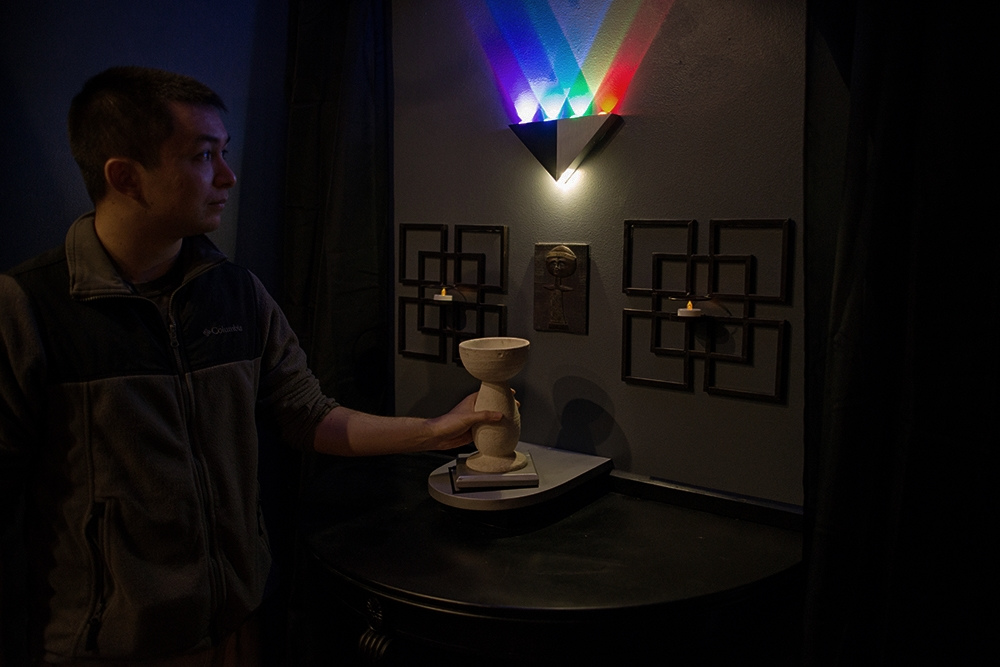
Процесс решения одной из головоломок

Эскейп-рум (англ. Real-life room escape), или квест в реальности — это интеллектуальная игра, в которой игроков запирают в помещении, из которого они должны выбраться за время, находя предметы и решая головоломки. Различают классические, детективные и хоррор-квесты. 
Игры такого типа возникли из идеи перенести в реальность браузерный квест типа escape the room, которые были популярны в начале 2000-х гг. (например, Crimson Room). Эскейп-румы развивались параллельно в Европе и в Азии. В Японии, Гонконге и Китае эскейп-румы существуют с 2007 года. Существуют они также в Странах СНГ. 
Особую популярность имеют квесты в хоррор-тематике. Их основной задачей является напугать игроков, заставляя их под страхом преодолевать испытания и разгадывать загадки, чтобы выбраться. Такие квесты могут быть как с активным взаимодействием с актёрами, так и бесконтактными.

## Развитие жанра в России и странах СНГ

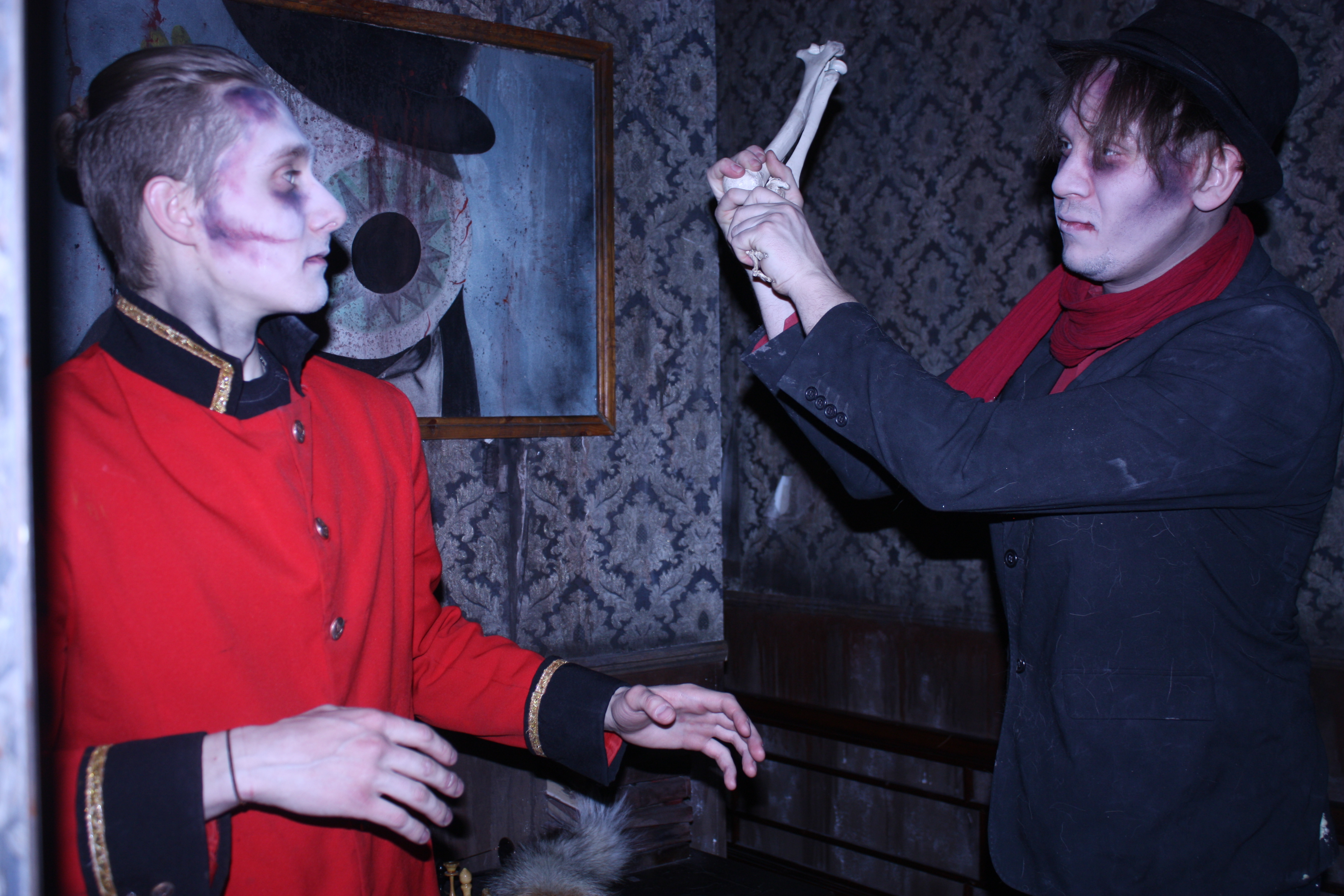
Актёры квеста в Новосибирске

В России жанр получил название «квесты в реальности» и впервые возник в 2013 году в Екатеринбурге: «Улитка. Квеструм» открыла локации в стиле эскейп «Начало» (классика) и «Палата № 6» (хоррор).
Квесты этого типа получили развитие в 2014 году благодаря компании «Клаустрофобия», открывшей две игровые комнаты в Москве. Пробные комнаты разместились в творческом кластере «ArtPlay на Яузе». 
После появился ряд публикаций в московских СМИ и первые каталоги игровых комнат Москвы и Санкт-Петербурга, что окончательно сделало идею очень популярной. Таким образом, стал очевиден большой интерес к качественно спроектированным квестам, который послужил предпосылкой для открытия в Москве нескольких сотен игровых комнат, а франшиза отдельных компаний вышла за пределы России.
Если изначально квесты создавались и проводились, в основном, на улицах города (самое время вспомнить тот же Дозор или Encounter), то сегодня, помимо них, можно открыть и квест-комнаты, и просто сюжетные ролевые с костюмированными представлениями и определенными целями в игре.
На казахстанской сцене жанр носит название «квест-комната». Игры подобного характера получили развитие благодаря зарубежным филиалам и франшизам. Например, одними из первопроходцев на рынке стал российский филиал — квест «Под замком». Однако первые оригинальные квесты местного производства, которые начали открываться практически одновременно с готовыми играми, получили развитие благодаря самостоятельным попыткам малых компаний, таких как Теорема Quest, One2free, и Quest.kz.
В начале 2016 года в Алматы насчитывалось более 20 различных квест-комнат. Отмечая немалые затраты на открытие и запуск игр, успешные предприятия так же говорят о пропорциональной рентабельности данного вида деятельности. С учётом затрат положительная рентабельность обусловлена стабильным потоком клиентов.

## Тематики игр
В наши дни эскейп-румы имеют множество различных вариаций и тематик, но одними из самых популярных являются:
1. Выбраться из определенного, неприятного места как тюрьма, подземелье, заброшенная школа и подобное.
2. Абстрактная комната без единой идеи, кроме как выбраться из комнаты.
3. Раскрытие преступления или тайны комнаты.
4. Встреча с паранормальным.
5. Найти могущественный предмет или реликвию[7].

## Происшествия
Первый известный несчастный случай со смертельным исходом в эскейп-руме произошёл 4 января 2019 года в польском городе Кошалин, когда пять 15-летних девочек из-за утечки газового баллона внутри обогревателя смертельно отравились угарным газом, а один из сотрудников аттракциона получил травмы и лечился от ожогов. По данным польской Государственной противопожарной службы, главной причиной гибели людей стало отсутствие эффективного маршрута эвакуации. Вскоре после происшествия власти Польши приказали провести проверки безопасности во всех эскейп-румах страны, в результате чего ещё 13 таких заведений были закрыты из-за нарушений безопасности.
Наиболее громкий несчастный случай со смертельным исходом в России произошел в 22 июля 2024 года в Махачкале на квесте с актерами "Дом ужасов", входящем в сеть "Quest Stars". Во время прохождения квеста ведущий поджег специальную перчатку, однако не рассчитал силу огня и обжегшись бросил перчатку в сторону бензопилы и хранящегося в помещении бензина. После быстрого воспламенения актер сбежал из помещения, оставив прикованных к креслам двух участниц квеста и еще двух участников запертых в другой комнате. В результате пожара три участника квеста получили от 50% до 97% ожогов тела. В больнице скончались две девушки. 